# Дьякова, Софья Чжановна
Софья Чжановна Дьякова (род. 2008) — российская пловчиха, чемпионка России, призёр чемпионатов России, чемпионка Игр БРИКС 2024 года, мастер спорта России по плаванию (2021).

## Биография
Софья Дьякова родилась в 2008 году. Тренируется в казанском клубе «Дельта» под руководством Светланы Чепик и Елены Камешковой. На соревнованиях выступает за Республику Татарстан.

## Карьера
В 2021 году Софье было присвоено звание «Мастер спорта России».
В 2022 году Дьякова победила на чемпионате России в эстафете 4×200 метров вольным стилем.
В 2023 году завоевала золотую медаль на Играх стран СНГ и три золотых медали на чемпионате России.
В 2024 году стала двукратной чемпионкой России и двукратной чемпионкой Игр стран БРИКС. На чемпионате мира на короткой воде в Будапеште, в статусе нейтрального спортсмена, заняла 8 место на дистанции 400 метров вольным стилем, установив юношеский рекорд России, и 9 место на дистанции 800 метров.
В 2025 году одержала победу на чемпионате России по плаванию на дистанциях 800 и 400 метров вольным стилем.

## Документы
- Приказ о присвоении звания «Мастер спорта России»